# Тролейбусні маршрути Києва
До оголошення у березні 2020 року карантину у Києві налічувалось 48 тролейбусних маршрути, з них 4 працювали виключно у нічний час. Всі маршрути обслуговує комунальне підприємство «Київпастранс», вартість проїзду наразі становить 8 ₴.
Номери діючих маршрутів виділені в заголовках жирним написанням, закритих — закреслені.

## №1
Тролейбус № 1 з'єднує житловий масив Багринова гора, центральний автовокзал, Нову Забудову, а також станції метро  «Либідська» та «Деміївська». Кінцеві зупинки — Багринова гора та станція метро «Либідська».
Працює весь тиждень, час роботи 05:43–23:47.

### Історія
Перший маршрут тролейбуса з'явився в Києві 5 листопада 1935 року, і сполучав площу Українських Героїв по Великій Васильківській вулиці з теперішньою Либідською площею. Щоправда, тоді він ще не мав номера, оскільки був єдиним у місті. 2 червня 1936 року маршрут було подовжено Хрещатиком, вулицями Леніна (нині Богдана Хмельницького), Пирогова, бульваром Тараса Шевченка та вулицею Комінтерну (нині Симона Петлюри) із залізничним вокзалом. 2 листопада 1937 року він отримав № 1, оскільки було відкрито два інших маршрути. За таким маршрутом № 1 працював до окупації Києва німецькими військами, коли рух тролейбусів припинився.
Цілих півтора року відновлювали тролейбусну мережу і рухомий склад. В 1955 році маршрут подовжили до автовокзалу. 1980 року перший маршрут з'єднував площу Ленінського Комсомолу (нині Європейська) з вулицею Маршальською (нині Галини Севрук), а сучасний 1-ий маршрут курсував під номером 1к. З 2000 і до 2016 року № 1 працював від Маршальської до станції метро «Либідська». Зараз його обслуговують такі тролейбуси: МАЗ 103Т, Київ-12.03 і ЕлектроЛАЗ-183.
З 20 грудня 2016 року з метою реалізації рекомендацій Світового банку маршрут № 1 подовжено до Жилянської вулиці.
З 10 лютого 2018 року маршрут знову скорочено до метро Либідська.

### Сучасний маршрут
| Рух до вулиці Маршальської                                                                                                |
| --- |
| Станція метро «Либідська» — бул. Миколи Міхновського — просп. Валерія Лобановського — просп. Науки — Вулиця Галини Севрук |

| Рух до метро Либідська                                                                       |
| -------------------------------------------------------------------------------------------- |
| Вулиця Галини Севрук — просп. Науки — бульв. Миколи Міхновського — Станція метро «Либідська» |

## №1к
Маршрут № 1к з'явився в Києві на початку 1982 року і він курсував з вулиці Маршальської до Либідської площі. Його скасували в 1994, але поновили в 2004, щоправда у скороченому варіанті. Тепер він з'єднував вулицю Велику Китаївську з Либідською площею. І
його знову скасували в 2009.

## №2
Тролейбус № 2 з'єднував житловий масив Теремки-1 з житловим масивом Теремки-2 (вулицею Юрія Смолича), а також станціями метрополітену. Тимчасово закритий з 11 січня 2015 року у зв'язку з відсутністю необхідного фінансування.

### Історія
У 1941 році тролейбус № 2 курсував від вокзалу до площі 3-го Інтернаціонала. В 1960 він змінився і став сполучати вокзал з площею Богдана Хмельницького. В 1988 році маршрут № 2 був закритий у зв'язку з об'єднанням 2 і 14 маршрутів. Відновлений у 2000 році і почав курсувати від Кібцентру до Либідської площі. У 2010 році маршрут було закрито, однак знову відкрито наступного року — щоправда, лише до станції метро «Виставковий центр». 2012 року у зв'язку з відкриттям нової станції метрополітену «Іподром» маршрут було подовжено до вулиці Юрія Смолича. 11 січня 2015 року його було тимчасово скасовано.

### Останній маршрут
| Рух до Кібернетичного центру                                                                                        |
| --- |
| вул. Докії Гуменної — вул. Героїв Маріуполя — вул. Василя Касіяна — просп. Академіка Глушкова — Кібернетичний центр |

| Рух до вулиці Юрія Смолича |
| --- |
| Кібернетичний центр — просп. Академіка Глушкова — Ст. м. «Виставковий центр» — просп. Академіка Глушкова — вул. Василя Касіяна — вул. Героїв Маріуполя — вул. Докії Гуменної |

### Рухомий склад
- Богдан Т701.10
- Київ-12.03
- ЛАЗ Е183

## №3
Тролейбус № 3 курсує від Палацу спорту до Залізничного масиву.
Працює весь тиждень, час роботи 06:03-23:52.

### Історія
У 1937 році був відкритий маршрут № 3, який сполучав пл. 3 Інтернаціонала з Заводом ім. Дзержинського. Під час німецько-радянської війни іще + 1946 р. маршрут не діяв (в 1946 відновлювали лінію і рух. склад). В 1947 році його скоротили до площі Українських Героїв. З 1953 до свого закриття у 1961 Піковий. Відновлений в 1965 році під час відкриття лінії Бессарабська площа-Печерський міст, яка і була 3 маршрутом. Знову закритий у 1972 році. 1988 року маршрут № 3 відновлений і сполучає Академмістечко з проспектом Свободи. Так він діяв до 2000 року — до того часу, як не була закрита трамвайна лінія по Солом'янці. З 2001 р. тролейбус № 3 (початково названий № 31, але згодом два маршрути помінялися номерами) рухається по сучасному шляху: Залізничний масив — Палац спорту, але перші шість роки маршрут рухався по вул. Еспланадній в обидві сторони, з розворотним кільцем біля Палацу спорта у зв'язку з будівництвом в 2004 р. маршрут скоротили: Залізничний масив — Залізничний вокзал «Південний», а у 2007 р. відкриторух по вул. Ш. Руставелі в одну сторону, а двохсторонній рух по вул. Еспланадній закрито, тож 21 жовтня 2007 р. маршрут став ходити по сучасному шляху. Під час київських матчів УЄФА Євро 2012 скорочення 2004 р. повторювалось і неоднократно, але в наші дні маршрут залишився незмінним: Залізничний масив — Палац спорту.

### Сучасний маршрут
| Рух до Палацу Спорту |
| --- |
| Залізничний масив — вул. Романа Ратушного — вул. Солом'янська — вул. Митрополита Василя Липківського — вул. Жилянська — вул. Шота Руставелі — вул. Рогнідинська — вул. Еспланадна — Палац Спорту |

| Рух до Залізничного масиву |
| --- |
| Палац Спорту — вул. Еспланадна — вул. Саксаганського — вул. Гетьмана Павла Скоропадського — вул. Митрополита Василя Липківського — вул. Солом'янська — вул. Романа Ратушного — Залізничний масив |

### Рухомий склад
- Богдан Т701.10

В основному тролейбус № 3 обслуговують українські Богдани Т701.10, але іноді зустрічаються ЛАЗи Е183 і МАЗи 103Т.

## №4
Тролейбус № 4 — тролейбусний маршрут Києва, який з'єднує станцію метро «Площа Українських Героїв» з ж/м Виноградар.

### Історія
20 вересня 1945 року відкритий тролейбусний маршрут № 4 сполученням Пл. Калініна — Лук'янівка. 6 листопада 1959 р. маршрут подовжили до завода «УкрКабель». 30 грудня 1972 р. через закриття тролейбусної лінії по вул. Пугачова маршрут скоротили до Мотозавода, а в 1979 року через недостачу рухомого складу маршрут скасували. Через рік маршрут було відновлено за трасою: ст. м. «Дзержинська» — Вул. Юрія Смолича. Так маршрут проїздив досить довго, його кілька разів скасовували, але потім відновлювали. Робив так до 2010 року, але в грудні 2010 р. маршрут скасували через відкриття нової ділянки Оболонсько-Теремківської лінії. Згодом маршрут було відновлено під № 12к, але у вихідні та у будні до 7 годин ранку та після 7 годин вечора. Під час Чемпіонату Європи з футболу 2012 року маршрут № 12-к не діяв, але в вересні 2012 р. маршрут відновлено — тепер він діє тільки по вихідним. У 2013 році знову скасовано.
7 липня 2022 року було запущено новий маршрут тролейбуса від «Проспект Свободи» до «Площа Українських Героїв», що отримав №5-Д. З 1 червня 2023 року маршрут має №4

### Сучасний маршрут
| Рух до площі Українських Героїв |
| --- |
| Проспект Свободи — просп. Свободи —вул. Василя Порика — просп. Європейського Союзу — вул. Івана Виговського — вул. Данила Щербаківського — просп. Берестейський — бул. Тараса Шевченка — Велика Васильківська вул. — Площа Українських Героїв |

| Рух до проспекту Свободи |
| --- |
| Площа Українських Героїв — вул. Гетьмана Павла Скоропадського — вул. Володимирська — бул. Тараса Шевченка — просп. Берестейський — вул. Данила Щербаківського — вул. Івана Виговського — просп. Європейського Союзу — вул. Василя Порика — просп. Свободи — Проспект Свободи |

## №5
Тролейбус № 5 — тролейбусний маршрут Києва, який з'єднує центр міста і місцевість Нова Забудова з Нивками. Проходить уздовж великої частини Проспекту Берестейського.
Працює весь тиждень, час роботи 05:30-23:38.

### Історія
6 листопада 1948 р. у Києві відкритий маршрут № 5 сполученням «Площа Українських Героїв — Повітрофлотський шляхопровід», а вже 11 червня 1949 р. маршрут продовжили до вулиці Польової. 13 січня 1950 року п'ятий тролейбус знову продовжили, цього разу до залізничного перетину між Брест-Литовським шосе (тепер проспект Берестейський) та Північним залізничним кільцем. Кінцева зупинка так і називалася: «Залізничний перетин». 1964 року маршрут скасовано. Вже 2 січня 1967 року маршрут відновили, але тепер він курсував від Повітрофлотського шляхопроводу до вулиці Сирецької. 1968 року № 5 подовжили до вулиці Івана Франка, а 15 листопада 1975 року — до Білицької вулиці. 24 жовтня 1996 р. у зв'язку з відкриттям нової тролейбусної лінії до вулиці Терещенківської маршрут подовжено до неї. У 2009 році у зв'язку з масовою нестачею рухомого складу багато маршрутів скоротили, в тому числі і п'ятий до Повітрофлотського шляхопроводу. 5 вересня 2011 року маршрут подовжили до площі Українських Героїв, і так він діє до сьогодні.

### Сучасний маршрут
| Рух до площі Українських Героїв |
| --- |
| Вулиця Білицька — вул. Віктора Некрасова — вул. Івана Виговського — вул. Данила Щербаківського — просп. Берестейський — бул. Тараса Шевченка — Велика Васильківська вул. — Площа Українських Героїв |

| Рух до Білицької вулиці |
| --- |
| Площа Українських Героїв — вул. Гетьмана Павла Скоропадського — вул. Володимирська — бул. Тараса Шевченка — просп. Берестейський — вул. Данила Щербаківського — вул. Івана Виговського — вул. Віктора Некрасова — Вулиця Білицька |

### Рухомий склад
- ЕлектроЛАЗ Е301А1
- Богдан Т901.10
- ЕлектроЛАЗ Е301D1

## №5Д[5]
З 27 липня 2022 року було запущено новий маршрут тролейбуса від «Проспект Свободи» до «Площа Українських Героїв». З 1 червня 2023 року маршрут має №4

### Сучасний маршрут
| Рух до площі Українських Героїв |
| --- |
| Проспект Свободи — просп. Свободи —вул. Василя Порика — просп. Європейського Союзу — вул. Івана Виговського — вул. Данила Щербаківського — просп. Берестейський — бул. Тараса Шевченка — Велика Васильківська вул. — Площа Українських Героїв |

| Рух до проспекту Свободи |
| --- |
| Площа Українських Героїв — вул. Гетьмана Павла Скоропадського — вул. Володимирська — бул. Тараса Шевченка — просп. Берестейський — вул. Данила Щербаківського — вул. Івана Виговського — просп. Європейського Союзу — вул. Василя Порика — просп. Свободи — Проспект Свободи |

## №6
Офіційно був закритий 20.02.2009, відтоді виконувався як скорочений рейс маршруту № 18. Відновлений з подовженням 17.05.2014, змінений 24.05.2014.
17.05.2014 відбулася презентація нової лінії на Мінському масиві. Туди був перенаправлений маршрут № 18 з вул. Сошенка, а також впроваджено маршрут № 6 до вул. Лук'янівської. Саме тролейбус Богдан Т90110 № 2331 за маршрутом № 6, з мером В. Бондаренком на борту, відкрив рух новою лінією. Однак далі маршрут № 6 зазнав відчутного скорочення випуску, а 22 травня місцеві мешканці вийшли на акцію протесту, вимагаючи повернути маршрут № 18 на вул. Сошенка. Цю вимогу врахували, і з 24.05.2014 маршрут № 6 подовжили до Майдану Незалежності. Обслуговує депо № 2.

### Сучасний маршрут
| Рух до Майдану Незалежності |
| --- |
| Діагностичний центр — вул. Юрія Кондратюка — просп. Маршала Рокосовського — вул. Полярна — вул. Вишгородська — вул. Кирилівська — Подільський узвіз — вул. Овруцька — вул. Герцена — вул. Юрія Іллєнка — вул. Січових Стрільців — вул. Велика Житомирська — вул. Володимирська — вул. Софіївська — Майдан Незалежності |

| Рух до Діагностичного центру |
| --- |
| Майдан Незалежності — вул. Мала Житомирська — Володимирський проїзд — вул. Володимирська — вул. Велика Житомирська — вул. Січових Стрільців — вул. Юрія Іллєнка — вул. Герцена — вул. Овруцька — Подільський узвіз — вул. Кирилівська — вул. Вишгородська — вул. Полярна — просп. Маршала Рокосовського — вул. Юрія Кондратюка — Діагностичний центр |

## №7
Вперше цей маршрут з'явився у 1949 році за трасою «Вул. Польова (біля метро „Берестейська“) — пл. Сталіна (Європейська)». Ходив так до 1964 року, потім був скорочений до Залізничного Перехрестя (метро «Берестейська»), але вже у 1965 році відновив попередню трасу. У 1968 році маршрут було скасовано через розвиток метрополітену.
У 1971 році маршрут було введено як допоміжний до маршруту № 5, він курсував від метро «Нивки» до ВО «Кристал», а з 1975 року після незначного подовження лінії — до вул. Білицької. Маршрут було скасовано у 1984 році.
Незабаром, 5 листопада 1985 року, було відкрито нову лінію до вул. Чорнобильської, нею пішов і маршрут № 7, «Вул. Чорнобильська — метро Шулявська». Відтоді його траса фактично незмінна.
З 22 лютого 2018 року маршрут подовжено до пл. Українських Героїв. На ньому працюють переважно тролейбуси Т70117.
Існував ще скорочений варіант, № 7к (Вул. Чорнобильська — метро «Нивки»). 5 листопада 1985 року — 23 грудня 1985 року він курсував як допоміжний, однак потім його замінили на маршрут № 3. У 1990-х роках маршрут було відновлено як допоміжний. Наприкінці 2000-х років було встановлено особливий ружим — до 19:00 курсував маршрут № 7, після — маршрут № 7к з тим самим випуском. Лише 8 грудня 2015 року маршрут № 7 став курсувати аж до опівночі, тож маршрут № 7к було переведено у резервні, він вводиться лише під час тимчасових скасувань маршруту № 7.

### Сучасний маршрут
| Рух до вулиці Чорнобильської |
| --- |
| Площа Українських Героїв — вул. Гетьмана Павла Скоропадського — вул. Володимирська — бул. Тараса Шевченка — просп. Берестейський — Чорнобильська вул. — Вулиця Чорнобильська |

| Рух до пл. Українських Героїв |
| --- |
| Вулиця Чорнобильська — Чорнобильська вул. — вул. Ореста Васкула — просп. Академіка Палладіна — просп. Берестейський — бул. Тараса Шевченка — Велика Васильківська вул. — Площа Українських Героїв |

## №8
Маршрут № 8 був введений на початку 1950-х років за трасою «Рибкомбінат — пл. Сталіна (Європейська)». Відтоді його траса іноді змінювалася.

### Сучасний маршрут
| Рух до площі Українських Героїв |
| --- |
| Вулиця Смілянська — вул. Смілянська — вул. Ушинського — вул. Донецька — просп. Повітряних Сил — просп. Берестейський — бул. Тараса Шевченка — Велика Васильківська вул. — Площа Українських Героїв |

| Рух до Смілянської вулиці |
| --- |
| Площа Українських Героїв — вул. Гетьмана Павла Скоропадського — вул. Володимирська — бул. Тараса Шевченка — просп. Берестейський — просп. Повітряних Сил — вул. Святослава Хороброго — вул. Смілянська — Вулиця Смілянська |

## №9
Маршрут до аеропорту «Київ» (Жуляни) було відкрито після реконструкції Повітрофлотського шляхопроводу. Він курсував до пл. Сталіна (Європейської), зазнав деяких скорочень і врешті з 2001 року став курсувати сполученням «Аеропорт „Київ“ — Південний вокзал» до нововідкритого вокзалу. Популярністю не користувався, тож у 2009 році його було замінено на маршрутку № 9тр, яка проїздила дещо менше року. 23 серпня 2014 року був запроваджений за трасою «Аеропорт „Київ“ — Площа Українських Героїв», з 18 серпня 2018 року курсує за маршрутом «Аеропорт „Київ“ — Палац Спорту».
| Рух до Палацу Спорту |
| --- |
| Аеропорт «Київ» — просп. Повітряних Сил — вул. Смілянська — вул. Святослава Хороброго — просп. Повітряних Сил — вул. Івана Огієнка — вул. Георгія Кірпи — вул. Ползунова — вул. Митрополита Василя Липківського — вул. Жилянська — вул. Шота Руставелі — вул. Рогнідинська — вул. Еспланадна — Палац Спорту |

| Рух до Аеропорту «Київ» |
| --- |
| Палац Спорту — вул. Еспланадна — вул. Саксаганського — вул. Гетьмана Павла Скоропадського — вул. Митрополита Василя Липківського — вул. Ползунова — вул. Івана Огієнка — просп. Повітряних Сил — Аеропорт «Київ» |

## №9к
9 квітня 2022 року тролейбус № 9, який до того не курсував через повномасштабне вторгнення Росії, відновив роботу, проте за скороченим маршрутом від «Кадетський гай» до «Палац Спорту».
| Рух до Палацу Спорту |
| --- |
| Кадетський гай — вул. Івана Пулюя — вул. Федора Ернста — вул. Святослава Хороброго —просп. Повітряних Сил — вул. Смілянська — вул. Святослава Хороброго — просп. Повітряних Сил — вул. Івана Огієнка — вул. Георгія Кірпи — вул. Січеславська — вул. Митрополита Василя Липківського — вул. Жилянська — вул. Шота Руставелі — вул. Рогнідинська — вул. Еспланадна — Палац Спорту |

| Рух до Кадетського гаю |
| --- |
| Палац Спорту — вул. Еспланадна — вул. Саксаганського — вул. Гетьмана Павла Скоропадського — вул. Митрополита Василя Липківського — вул. Січеславська — вул. Івана Огієнка — просп. Повітряних Сил — вул. Святослава Хороброго — вул. Федора Ернста — вул. Івана Пулюя — Кадетський гай |

## №10
У 60-ті -70-ті роки курсував маршрутом площа Великої вітчизняної війні — Залізничний вокзал. Надалі курсував від пл. Либідської до вул. Старонаводницької. У 2004 році через запровадження маршруту № 43 був скасований. Однак вже з 19 січня 2005 року став курсувати «внутрішньотроєщинським» сполученням «Вул. Миколи Закревського — вул. Милославська», що замінював скасований автобус № 26 за такою ж трасою. На перший день маршруту працювали нові Київ-12.03 4024 та 4025, однак надалі там ходили лише одинарні тролейбуси. Був дуже непопулярним. У 2008 році його було скасовано, натомість запроваджено маршрут № 37А.
| Остання траса до вул. Миколи Закревського                                                                |
| --- |
| Вул. Милославська — вул. Радунська — вул. Лісківська — вул. Олександри Екстер — вул. Миколи Закревського |

| Остання траса до вул. Милославської |
| --- |
| Вул. Миколи Закревського — вул. Костянтина Данькевича — просп. Червоної Калини — вул. Олександри Екстер — вул. Лісківська — вул. Радунська — вул. Милославська |

## №11
Тролейбус у 1950-х роках з'єднав Виставковий Центр та міст Патона, тож став першим, який не проходив центром міста. Змінював траси кілька разів, аж доки на початку 2000-х років став курсувати від пл. Московської до Музею Пирогово, куди пролягла новостворена лінія. Післля реконструкції пл. Московської (нині Деміївська) у 2011 році був скорочений до НВК «Експоцентр України». 20 грудня 2016 року подовжений до вул. Маршальської (нині Галини Севрук), увібравши також маршрут № 46. Обслуговується депо № 1.

### Сучасний маршрут
| Рух до Музею народної архітектури й побуту України |
| --- |
| Вулиця Галини Севрук — просп. Науки — просп. Валерія Лобановського — Голосіївський просп. — просп. Академіка Глушкова — вул. Академіка Заболотного — Музей народної архітектури й побуту України |

| Рух до вул. Маршальської |
| --- |
| Музей народної архітектури й побуту України — вул. Академіка Заболотного — просп. Академіка Глушкова — Голосіївський просп. — просп. Науки — Вулиця Галини Севрук |

## №12
Тролейбус № 12 з'єднує житлові масиви та місцевості Теремки, Голосіїв, Деміївку з центром міста, Великою Васильківською Жилянською вулицями та Центральним залізничним вокзалом.
Працює весь тиждень, час роботи 6:02-23:02.

### Історія
У 1955 році був відкритий тролейбус № 12, який сполучав пл. Сталіна з НВЦ. 1960 року його перенаправили до площі Богдана Хмельницького. В листопаді 1980 року 12-ий маршрут став ходити до сучасної кінцевої (Вулиця Юрія Смолича) разом із нині відміненим 4-м маршрутом. У 2000 році № 12 ще раз скоротили зі сторони центру, цього разу до вулиці Димитрова (нині Ділова). Тимчасово закритий у 2005 році, відновлений у 2006. У 2008 році його подовжили до вулиці Жилянської. 27 серпня 2015 року маршрут подовжили до Центрального залізничного вокзалу. 10 лютого 2018 року маршрут подовжили до метро Васильківська.

### Сучасний маршрут
| Рух до Центрального залізничного вокзалу |
| --- |
| ст. м. Васильківська — Вулиця Михайла Максимовича — Вулиця Степана Рудницького — Вулиця Докії Гуменної — вул. Героїв Маріуполя — вул. Василя Касіяна — просп. Академіка Глушкова — Голосіївський просп. — просп. Науки — бул. Миколи Міхновського — вул. Велика Васильківська — вул. Жилянська — вул. Шота Руставелі — вул. Саксаганського — вул. С.Петлюри — Центральний залізничний вокзал |

| Рух до ст. м. Васильківської |
| --- |
| Центральний залізничний вокзал — вул. Симона Петлюри — Жилянська вулиця — вул. Антоновича — бул. Миколи Міхновського — просп. Валерія Лобановського — Голосіївський просп. — просп. Академіка Глушкова — вул. Василя Касіяна — вул. Героїв Маріуполя — Вулиця Докії Гуменної — Вулиця Михайла Максимовича — Вулиця Степана Рудницького — Вулиця Академіка Книшова — Вулиця Козацька — Вулиця Василя Жуковського — ст. м. Васильківська |

### Рухомий склад
- Богдан Т701.10
- ЕлектроЛАЗ Е183
- ЕлектроЛАЗ Е301
- Київ-12.03
- МАЗ 103Т

## №12-к
Тролейбус № 12-к з'єднував житловий масив Теремки з Забайків'ям.

### Історія
У листопаді 1980 р. відкрився маршрут № 4 сполученням «Ст. м. „Дзержинська“ (тепер „Либідська“) — Вул. Юрія Смолича». У 2010 році маршрут скасували. Відновлений у 2011 році під номером 12к. Працював у непікові години. У квітні 2012 року став ходити тільки по вихідним. Згодом закритий.

### Останній маршрут
| Рух до станції метро «Либідська» |
| --- |
| Вулиця Докії Гуменної — вул. Героїв Маріуполя — вул. Василя Касіяна — просп. Академіка Глушкова — Голосіївський просп. — бул. Миколи Міхновського — Ст. м. «Либідська» |

| Рух до вулиці Юрія Смолича |
| --- |
| Ст. м. «Либідська» — бул. Миколи Міхновського — Голосіївський просп. — просп. Академіка Глушкова — вул. Василя Касіяна — вул. Героїв Маріуполя — Вулиця Докії Гуменної |

### Рухомий склад
- ЕлектроЛАЗ Е183
- Богдан Т701.10
- МАЗ 103Т
- Київ-12.03
- ЕлектроЛАЗ Е301

## №13
Тролейбус № 13 — закритий нині маршрут, що досить довго сполучав центр міста зі Звіринцем та Мостом Патона, а згодом працював за маршрутом від Петрівки до Індустріального шляхопроводу, і 2000 року був перейменований одночасно з трамваєм № 13.

### Історія
У 1957 році в Києві запущений маршрут № 13 сполученням «Площа Ленінського Комсомолу (нині Європейська) — Міст ім. Євгена Патона». Так він незмінно прослужив 25 років, а 1 лютого 1982 року маршрут скоротили до вулиці Димитрова (нині Ділова). 1 квітня 1985 року маршрут скорочено до станції метро «Дзержинська» (нині «Либідська»), а 31 березня 1987 року взагалі закрито, однак ненадовго, бо вже 1 жовтня його було поновлено за давнішим маршрутом до вулиці Димитрова. 2 серпня 1990 року № 13 подовжено до вулиці Жадановського (нині Жилянська), але вже 1 грудня знов закрито. 1992 року під цим номером короткий час курсував маршрут «Площа Героїв ВВВ — Московська площа».
1 серпня 1997 року номер маршрута № 27к «Станція метро „Почайна“ — Індустріальний шляхопровід» було змінено на № 13. Цей маршрут був перейменований назад 21 березня 2000 року одночасно зі зміною номера трамвайного маршрута № 13 на № 18.

### Рухомий склад
- Škoda 9Tr
- Škoda 14Tr
- ЮМЗ Т2
- МТБ-82

## №14
Тролейбус № 14 з'єднує Звіринець та Печерськ та Ботанічний сад НАН України з Залізничним вокзалом Київ-Пасажирський.
Працює весь день, час роботи 06:18-23:37.

### Історія
У 1957 р. відкритий тролейбусний маршрут № 14, який курсував від Хрещатика до Рибокомбіната (Чоколівка). У 1964 р. маршрут скасовано, але вже 29 березня 1966 року маршрут відновлено — тепер він сполучав Бессарабську площу з Ботанічним садом, станом на цей час маршрут обслуговували такі моделі тролейбусів: Škoda 9Tr і Škoda 8Tr. 16 травня 1998 р. маршрут подовжили до площі Українських Героїв, наступного року — по вулиці Володимирській, бульвару Тараса Шевченка та вулиці Комінтерну (нині Симона Петлюри) до вокзалу. Однак невдовзі маршрут було розділено на дві частини — № 14 курсував до Палацу Спорту, а № 14к — від Палацу Спорту до Вокзалу. 2001 року, у зв'язку із закриттям трамвайного руху по вулиці Саксаганського, маршрут № 14к було скасовано, а маршрут № 14 подовжено по вулицям Саксаганського та Комінтерну до вокзалу. Останньої зміни маршрут зазнав 2008 року, коли у зв'язку із запровадженням одностороннього руху по вулицям Саксаганського та Жилянській він почав слідувати в іншу сторону по Жилянській, а далі по Шота Руставелі. Так маршрут діє і до цього часу.

### Сучасний маршрут
| Рух до Ботанічного саду |
| --- |
| Залізничний вокзал — вул. Симона Петлюри — вул. Жилянська — вул. Шота Руставелі — вул. Басейна — бул. Лесі Українки — вул. Бастіонна — Ботанічний сад НАН України |

| Рух до Залізничного вокзалу |
| --- |
| Ботанічний сад НАН України — вул. Бастіонна — бул. Лесі Українки — вул. Басейна — вул. Еспланадна — вул. Саксаганського — вул. Симона Петлюри — Залізничний вокзал |

### Рухомий склад
- Богдан Т701.10
- ЕлектроЛАЗ Е183

## №15
Тролейбус № 15 з'єднує станцію метро «Видубичі» та Звіринець з Палацом Спорту.
Діяв до 05.07.2004 р. Відновлений 23.08.2014 р.
Працює весь тиждень, час роботи 07:00-22:39.

### Сучасний маршрут
| Рух до станції метро «Видубичі» |
| --- |
| Станція метро «Палац спорту» — Рогнідинська вул. — вул. Шота Руставелі — Басейна вул. — бул. Лесі Українки — вул. Михайла Бойчука — Залізничне шосе — Станція метро «Видубичі» |

| Рух до Палацу Спорту |
| --- |
| Станція метро «Видубичі» — Залізничне шосе — вул. Михайла Бойчука — бул. Лесі Українки — вул. Басейна — вул. Еспланадна — Станція метро «Палац спорту» |

## №16
Тролейбус № 16 з'єднує Майдан Незалежності, Старий Київ та Лук'янівку з Дорогожичами, Сирцем та Нивками.
Спочатку цей маршрут курсував від Майдану Незалежності до вулиці Щусєва. 22 серпня 2018 року маршрут продовжено до вулиці Академіка Туполєва (нині Мрії).
Працює весь тиждень, час роботи 05:40-00:58.

### Сучасний маршрут
| Рух до Майдану Незалежності |
| --- |
| Вулиця Мрії — вул. Ігоря Турчина — вул. Стеценка — вул. Щусєва — вул. Юрія Іллєнка — вул. Січових Стрільців — вул. Велика Житомирська — вул. Володимирська — вул. Софіївська — Майдан Незалежності |

| Рух до вулиці Академіка Туполєва |
| --- |
| Майдан Незалежності — вул. Мала Житомирська — Володимирський проїзд — вул. Володимирська — вул. Велика Житомирська — вул. Січових Стрільців — вул. Юрія Іллєнка — вул. Щусєва — вул. Стеценка — Вулиця Мрії |

## №17
Тролейбус № 17 з'єднує площу Українських Героїв, центр міста та площу Перемоги (нині Галицька) із Першотравневим масивом та Чоколівкою.
Працює весь тиждень, час роботи 06:25-23:30.

### Сучасний маршрут
| Рух до площі Українських Героїв |
| --- |
| Площа Космонавтів — Чоколівський бульвар — вул. Лондонська — вул. Єреванська — вул. Генерала Воробйова — просп. Повітряних Сил — просп. Берестейський — бул. Тараса Шевченка — Велика Васильківська вул. — Площа Українських Героїв |

| Рух до площі Космонавтів |
| --- |
| Площа Українських Героїв — вул. Гетьмана Павла Скоропадського — вул. Володимирська — бул. Тараса Шевченка — просп. Берестейський — просп. Повітряних Сил — вул. Авіаконструктора Антонова — Площа Космонавтів |

## №18
Тролейбус № 18 з'єднує між собою Майдан Незалежності, Старий Київ, Лук'янівку, Куренівку, Пріорку та площу Тараса Шевченка.
Працює весь тиждень, час роботи 06:21-23:54.

### Сучасний маршрут
| Рух до Майдану Незалежності |
| --- |
| Вулиця Сошенка — вул. Сошенка — вул. Вишгородська — вул. Кирилівська — Подільський узвіз — вул. Овруцька — вул. Герцена — вул. Юрія Іллєнка — вул. Січових Стрільців — вул. Велика Житомирська — вул. Володимирська — вул. Софіївська — Майдан Незалежності |

| Рух до вулиці Сошенка |
| --- |
| Майдан Незалежності — вул. Мала Житомирська — Володимирський проїзд — вул. Володимирська — вул. Велика Житомирська — вул. Січових Стрільців — вул. Юрія Іллєнка — вул. Герцена — вул. Овруцька — Подільський узвіз — вул. Кирилівська — вул. Вишгородська — вул. Сошенка — Вулиця Сошенка |

## №19
Тролейбус № 19 з'єднує Першотравневий масив та Чоколівку з Лук'янівкою, Дорогожичами та вулицею Ольжича.
Працює весь тиждень, час роботи 06:30-23:00.

### Сучасний маршрут
| Рух до вулиці Ольжича |
| --- |
| Площа Космонавтів — Чоколівський бульвар — вул. Пітерська — вул. Єреванська — вул. Генерала Воробйова — Повітряних Сил проспект — вул. В'ячеслава Чорновола — вул. Січових Стрільців — вул. Юрія Іллєнка — вул. Дорогожицька — вул. Олени Теліги — вул. Ольжича — вул. Бакинська — вул. Ічкерська — вул. Академіка Івахненка — Вулиця Ольжича |

| Рух до площі Космонавтів |
| --- |
| Вулиця Ольжича — вул. Академіка Івахненка — вул. Ольжича — вул. Олени Теліги — вул. Дорогожицька — зупинка «Поліклініка» — вул. Дорогожицька — вул. Юрія Іллєнка — вул. Січових Стрільців — вул. В'ячеслава Чорновола — просп. Повітряних Сил — Вул. Авіаконструктора Антонова — Площа Космонавтів |

## №19Д
Тролейбус № 19Д з'єднує Кадетський Гай та Чоколівку з Лук'янівкою. З 8 жовтня 2022 року маршрут було закрито, у зв'явку з тим, що він був включений до подовженого маршруту маршруту № 35.
Працює весь тиждень, час роботи 06:00-21:45.

### Останній маршрут
| Маршрут руху |
| --- |
| Кадетський гай — вул. Івана Пулюя — вул. Федора Ернста — вул. Святослава Хороброго — просп. Повітряних Сил — вул. В'ячеслава Чорновола — вул. Січових Стрільців — вул. Юрія Іллєнка |

## №20
Тролейбус був введений у 1960-х роках замість скасованого трамваю № 20. З'єднував пл. Українських Героїв та Музей історії України у ДСВ.
Курсував Хрещатиком, ним курсували тролейбуси дуже часто, у тому числі зчеплені. Іноді вводився маршрут № 20к від стадіону «Динамо».
З 1998 року став єдиним тролейбусов, що рухався Хрещатиком. У 2001 році через реконструкцію вулиці його тимчасово скасували, запровадивши автобус № 20тр. Коли у 2004—2007 роках цей автобус курсував до Вокзалу, йому присвоїли номер 24.

## №21
Тролейбус № 21 з'єднував житловий масив Кадетський гай та Чоколівку зі станцією метро «Шулявська» та Дегтярівською вулицею.
Працював тільки в робочі дні, час роботи 06:35-22:24.
Вперше запроваджений у 1995 році, курсував за маршрутом «Кадетський Гай — вул. Вінницька» на новозбудований Кадетський Гай. Того ж року його було подовжено до метро «Шулявська», а трохи згодом — на 1 зупинку до вул. Дегтярівської. Наприкінці 2000-х років скасований через непопулярність рейсів.
У 2012 році відновлений за тою ж трасою у години-пік. Спершу на ньому працювали депо № 2 та № 3, згодом депо № 2 пішло з того маршруту. Сам маршрут згодом став працювати по робочих днях весь день, але з великими інтервалами.
14 листопада 2016 року стало останнім днем того маршруту. Наступного дня туди було подовжено маршрут № 30.

### Останній маршрут
| Рух до Кадетського гаю |
| --- |
| Дегтярівська вулиця — вул. Олександра Довженка — вул. Вадима Гетьмана — Чоколівський бульвар — вул. Святослава Хороброго — вул. Федора Ернста — вул. Івана Пулюя — Кадетський гай |

| Рух до Дегтярівської вулиці |
| --- |
| Кадетський гай — вул. Івана Пулюя — вул. Федора Ернста — вул. Святослава Хороброго — Чоколівський бульвар — вул. Вадима Гетьмана — вул. Олександра Довженка — Дегтярівська вулиця |

## №22
Тролейбус № 22 з'єднує аеропорт «Київ» та Чоколівку зі станціями метро «Шулявська» та «Дорогожичі», а також з вулицею Ольжича.
Працює весь тиждень, час роботи 05:59-23:05.

### Сучасний маршрут
| Рух до вулиці Ольжича |
| --- |
| Аеропорт «Київ» — просп. Повітряних Сил — вул. Смілянська — вул. Святослава Хороброго — Чоколівський бульвар — вул. Вадима Гетьмана — вул. Олександра Довженка — вул. Олени Теліги — вул. Ольжича — вул. Бакинська — вул. Ічкерська — вул. Академіка Івахненка — Вулиця Ольжича |

| Рух до Аеропорту «Київ» |
| --- |
| Вулиця Ольжича — вул. Академіка Івахненка — вул. Ольжича — вул. Олени Теліги — вул. Олександра Довженка — вул. Вадима Гетьмана — Чоколівський бульвар — просп. Повітряних Сил — Аеропорт «Київ» |

## №22к
Вперше маршрут було використано серпні 2020 під час пошкодження Шулявський шляхопровід, тоді тролейбус курсував від «аеропорту „Київ“ до вулиці Борщагівської». Вдруге маршрут було запущено у лютому 2023 за скороченим маршротом як заміна маршруту № 22, який до того не відновив роботу після повномасштабне вторгнення Росії.

### Сучасний маршрут
| Рух до вулиці Ольжича |
| --- |
| Кадетський гай — вул. Івана Пулюя — вул. Федора Ернста — вул. Святослава Хороброго — Чоколівський бульвар — вул. Вадима Гетьмана — вул. Олександра Довженка — вул. Олени Теліги — вул. Ольжича — вул. Бакинська — вул. Ічкерська — вул. Академіка Івахненка — Вулиця Ольжича |

| Рух до Кадетського гаю |
| --- |
| Вулиця Ольжича — вул. Академіка Івахненка — вул. Ольжича — вул. Олени Теліги — вул. Олександра Довженка — вул. Вадима Гетьмана — Чоколівський бульвар — вул. Святослава Хороброго — вул. Смілянська —вул. Святослава Хороброго — вул. Федора Ернста — вул. Івана Пулюя — Кадетський гай |

## №23
Тролейбус № 23 з'єднує масиви Нивки, Сирець та Дорогожичі зі станціями метро  «Сирець» та  «Лук'янівська».
22 серпня 2018 року маршрут було спрямовано через вулиці Дорогожицьку та Ризьку.
Працює весь тиждень, час роботи 06:10-00:22.

### Сучасний маршрут
| Рух до Лук'янівської площі |
| --- |
| Вулиця Мрії — вул. Ігоря Турчина — вул. Стеценка — вул. Щусєва — вул. Максима Берлинського — вул. Ризька — вул. Дорогожицька — вул. Юрія Іллєнка — вул. Деревлянська — Білоруська вул. — Лук'янівська площа |

| Рух до вулиці Академіка Туполєва |
| --- |
| Лук'янівська площа — Білоруська вул. — вул. Деревлянська — вул. Юрія Іллєнка — вул. Дорогожицька — вул. Ризька — вул. Вавилових — вул. Щусєва — вул. Стеценка — Вулиця Мрії |

## №24
Історично маршрут № 24 розпочинався від площі Великої вітчизняної війни (нині Наводницька) до ВДНГ, а потім його продовжили до вул. Академіка Заболотного (музей народного побуту Пирогів).

### Сучасний маршрут
| Рух до Північної вулиці |
| --- |
| Проспект Свободи — просп. Свободи — просп. Європейського Союзу — вул. Ярослава Івашкевича — вул. Лугова — вул. Левка Лук'яненка — просп. Володимира Івасюка — Північна вулиця |

| Рух до проспекту Свободи |
| --- |
| Північна вулиця — просп. Володимира Івасюка — вул. Левка Лук'яненка — вул. Лугова — вул. Ярослава Івашкевича — просп. Європейського Союзу — просп. Свободи — Проспект Свободи |

## №25

### Сучасний маршрут
| Рух до станції метро «Почайна» |
| --- |
| Проспект Свободи — просп. Свободи — вул. Наталії Ужвій — вул. Мостицька — вул. Вишгородська — вул. Кирилівська — вул. Олени Теліги — просп. Степана Бандери — Оболонський просп. — Станція метро «Почайна» |

| Рух до проспекту Свободи |
| --- |
| Станція метро «Почайна» — Оболонський просп. — просп. Степана Бандери — вул. Олени Теліги — вул. Кирилівська — вул. Вишгородська — вул. Мостицька — вул. Наталії Ужвій — просп. Свободи — Проспект Свободи |

## №26

### Сучасний маршрут
| Рух до станції метро «Нивки» |
| --- |
| Проспект Свободи — просп. Свободи — вул. Василя Порика — просп. Європейського Союзу — вул. Івана Виговського — вул. Данила Щербаківського — Станція метро «Нивки» |

| Рух до проспекту Свободи |
| --- |
| Станція метро «Нивки» — вул. Данила Щербаківського — вул. Івана Виговського — просп. Європейського Союзу — вул. Василя Порика — просп. Свободи — Проспект Свободи |

## №27

### Сучасний маршрут
| Рух до станції метро «Почайна» |
| --- |
| Залізнична станція Київ-Волинський — вул. Пост-Волинська — просп. Відрадний — вул. Гарматна — вул. Борщагівська — пров. Індустріальний — вул. Вадима Гетьмана — вул. Олександра Довженка — вул. Олени Теліги — просп. Степана Бандери — Оболонський просп. — Станція метро «Почайна» |

| Рух до залізничної станції Київ-Волинський |
| --- |
| Станція метро «Почайна» — просп. Оболонський — просп. Степана Бандери — вул. Олени Теліги — вул. Олександра Довженка — вул. Вадима Гетьмана — вул. Миколи Голего — просп. Відрадний — вул. Пост-Волинська — Залізнична станція Київ-Волинський |

## №28
Тролейбус № 28 — маршрут, що з'єднує житлові масиви Виноградар, Вітряні гори, Мостицький з Куренівкою та станцією метро «Лук'янівська».

### Історія
Маршрут № 28 був відкритий 1 листопада 1982 року та сполучав Лук'янівську площу із житловим масивом Виноградар. 1 квітня 2000 року у зв'язку із відкриттям нової станції метро  «Дорогожичі» був скорочений до неї, однак 1 травня відновлений по старому маршруту. Ця версія маршрута була закрита 5 липня 2004 року у зв'язку з недостачею рухомого складу. У 2008 році деякий час тестувався маршрут до метро  «Дорогожичі», однак його не впровадили.
25 жовтня 2012 року у зв'язку з відкриттям після реконструкції Лівобережної лінії ШТ з метою організації зручної пересадки пасажирів лінії на метрополітен у міжпікові години було відкрито новий «швидкісний» маршрут тролейбусу № 28. Насправді ж цей маршрут від звичайного нічим не відрізнявся, тільки проїжджав деякі зупинки не зупиняючись. Працював у міжпіковий час. Скасований 18 листопада 2013 року.
8 квітня 2015 року він почав працювати сучасною трасою. Обслуговує депо № 2.

### Рухомий склад
Зараз маршрут обслуговують такі тролейбуси:
- Богдан Т901.10;
- ЛАЗ E301.

### Сучасний маршрут
| Рух до станції метро «Лук'янівська» |
| --- |
| Проспект Свободи — просп. Свободи — вул. Наталії Ужвій — вул. Мостицька — вул. Вишгородська — вул. Кирилівська — Подільський узвіз — вул. Овруцька — вул. Герцена — вул. Юрія Іллєнка — Станція метро «Лук'янівська» |

| Рух до проспекту Свободи |
| --- |
| Станція метро «Лук'янівська» — вул. Білоруська — вул. Деревлянська — вул. Овруцька — Подільський узвіз — вул. Кирилівська — вул. Вишгородська — вул. Мостицька — вул. Наталії Ужвій — просп. Свободи — Проспект Свободи |

## №29
До 2.10.2015 ходив до вулиці Сєрова. Згодом був продовжений до станції метро «Дарниця».
З початком повномасштабного вторгнення росії припинив свою роботу, втім 10 травня 2022 року запрацював подовжений варіант маршруту № 29Д. А з 2024 року відновлено номер 29 без зміни маршруту.

### Сучасний маршрут
| Рух до залізничної станції «Зеніт» |
| --- |
| станція метро «Дарниця» — проспект Георгія Нарбута — Воскресенський проспект — просп. Романа Шухевича — Північний міст — просп. Степана Бандери — Залізнична станція «Зеніт» |

| Рух до станції метро «Дарниця» |
| --- |
| Залізнична станція «Зеніт» — просп. Степана Бандери — Оболонський просп. — Станція метро «Почайна» — Оболонський просп. — просп. Степана Бандери — Північний міст — просп. Романа Шухевича — Воскресенський проспект — проспект Георгія Нарбута — станція метро «Дарниця» |

## №29Д
10 травня 2022 року тролейбус № 29, який до того не курсував через повномасштабне вторгнення Росії, відновив роботу, проте за подовженим маршрутом від «залізничної станції „Зеніт“» (нині Куренівка) до «Дарницької площі».
8 червня 2024 року номер змінено на 29 без зміни маршруту.

### Сучасний маршрут
| Рух до залізничної станції «Зеніт» |
| --- |
| Дарницька пл. — просп. Миру — вул. Будівельників — проспект Георгія Нарбута — Воскресенський проспект — просп. Романа Шухевича — Північний міст — просп. Степана Бандери — Залізнична станція «Зеніт» |

| Рух до Дарницької площи |
| --- |
| Залізнична станція «Зеніт» — просп. Степана Бандери — Оболонський просп. — Станція метро «Почайна» — Оболонський просп. — просп. Степана Бандери — Північний міст — просп. Романа Шухевича — Воскресенський проспект — проспект Георгія Нарбута — вул. Будівельників — Дарницька пл. |

## №30

### Сучасний маршрут
Спочатку маршрут з'єднував масив Троєщина та станцію метро «Почайна». Згодом, 15 листопада 2016 року, маршрут було продовжено до вул. Кадетський Гай, після чого він став найдовшим тролейбусним маршрутом міста.
| Рух до вул. Кадетський Гай |
| --- |
| Милославська вулиця — просп. Червоної Калини — просп. Романа Шухевича — Північний міст — просп. Степана Бандери — вул. Олени Теліги — вул. Олександра Довженка — вул. Вадима Гетьмана — Чоколівський бульвар — вул. Святослава Хороброго — вул. Федора Ернста — вул. Івана Пулюя — Кадетський гай |

| Рух до Милославської вулиці |
| --- |
| Кадетський гай — вул. Івана Пулюя — вул. Федора Ернста — вул. Святослава Хороброго — Чоколівський бульвар — вул. Вадима Гетьмана — вул. Олександра Довженка — вул. Олени Теліги — ст. м. «Дорогожичі» — просп. Степана Бандери — Північний міст — просп. Романа Шухевича — просп. Червоної Калини — Милославська вулиця |

## №31
До 13 червня 2022 року тролейбус ходив від «вул. Милославської» до «залізничної станції Зеніт», проте був подовжений до «станції метро Лук'янівська».

### Сучасний маршрут
| Рух до станції метро «Лук'янівська» |
| --- |
| Милославська вулиця — вул. Радунська — вул. Олександри Екстер — просп. Червоної Калини — просп. Романа Шухевича — Північний міст — просп. Степана Бандери — вул. Олени Теліги — вул. Ризька — вул. Дорогожицька — вул. Юрія Іллєнка — Лук'янівська пл. — Станція метро «Лук'янівська» |

| Рух до Милославської вулиці |
| --- |
| Станція метро «Лук'янівська» — Лук'янівська пл. — вул. Білоруська — вул. Деревлянська — вул. Юрія Іллєнка — вул. Дорогожицька — вул. Олени Теліги — просп. Степана Бандери — Північний міст — просп. Романа Шухевича — просп. Червоної Калини — вул. Олександри Екстер — вул. Радунська — Милославська вулиця |

## №32

### Сучасний маршрут
| Рух до Північної вулиці                                                                                         |
| --- |
| Вулиця Сошенка — вул. Сошенка — вул. Полярна — вул. Героїв Дніпра — просп. Володимира Івасюка — Північна вулиця |

| Рух до вулиці Сошенка                                                                                           |
| --- |
| Північна вулиця — просп. Володимира Івасюка — вул. Героїв Дніпра — вул. Полярна — вул. Сошенка — Вулиця Сошенка |

## №33
Маршрут було запроваджено у 1999 році за трасою «ст. м. „Дорогожичі“ — просп. Ватутіна». У 2000 році подовжений за трасою «вул. Дегтярівська — вул. Сєрова». Вважався допоміжним. 5.07.2004 його було скасовано.
23 серпня 2014 року маршрут було запроваджено за сучасною трасою.

### Сучасний маршрут
| Рух до Південного вокзалу |
| --- |
| Мінський масив — вул. Юрія Кондратюка — просп. Маршала Рокосовського — вул. Полярна — вул. Вишгородська — вул. Кирилівська — Подільський узвіз — вул. Овруцька — вул. Герцена — вул. Юрія Іллєнка — вул. Січових Стрільців — вул. В'ячеслава Чорновала — просп. Повітряних Сил — вул. Івана Огієнка — вул. Георгія Кірпи — Південний вокзал |

| Рух до Діагностичного центру |
| --- |
| Південний вокзал — вул. Ползунова — вул. Івана Огієнка — просп. Повітряних Сил — вул. В'ячеслава Чорновала — вул. Січових Стрільців — вул. Юрія Іллєнка — вул. Герцена — вул. Овруцька — Подільський узвіз — вул. Кирилівська — вул. Вишгородська — вул. Полярна — просп. Маршала Рокосовського — вул. Юрія Кондратюка — Мінський масив |

## №34
Тролейбус № 34, який до того не курсував через повномасштабне вторгнення Росії, за своєю повноційною схемою відновив роботу в кінці травня — початок червні 2022 року.

### Сучасний маршрут
| Рух до станції метро «Почайна» |
| --- |
| Північна вулиця — просп. Володимира Івасюка — вул. Левка Лук'яненка — Станція метро «Мінська» — вул. Левка Лук'яненка — просп. Володимира Івасюка — вул. Олександра Архипенка — вул. Йорданська — просп. Степана Бандери — Залізнична станція Куренівка — просп. Степана Бандери — Оболонський проспект — Станція метро «Почайна» |

| Рух до Північної вулиці |
| --- |
| Станція метро «Почайна» — Оболонський проспект — просп. Степана Бандери — просп. Володимира Івасюка — вул. Левка Лук'яненка — Станція метро «Мінська» — вул. Левка Лук'яненка — просп. Володимира Івасюка — Північна вулиця |

## №34к
11 квітня 2022 року тролейбус № 34, який до того не курсував через повномасштабне вторгнення Росії, відновив роботу, проте за скороченим маршрутом від «Північної вулиці» до «проспекту Степана Бандери». Зараз працює лише по суботах на час проведення продуктового ярмарку по вулиці Йорданській.

### Сучасний маршрут
| Рух до проспекту Степана Бандери |
| --- |
| Північна вулиця — просп. Володимира Івасюка — вул. Левка Лук'яненка — Станція метро «Мінська» — вул. Левка Лук'яненка — просп. Володимира Івасюка — просп. Степана Бандери |

| Рух до Північної вулиці |
| --- |
| просп. Степана Бандери — просп. Володимира Івасюка — вул. Левка Лук'яненка — Станція метро «Мінська» — вул. Левка Лук'яненка — просп. Володимира Івасюка — Північна вулиця |

## №35
З 2000—2022 роки тролейбус курсував за маршрутом «Вул. Ярослава Івашкевича — Станція метро  »Дорогожичі"". А з жовтня 2022 тролебус було відновлено за іншим маршрутом, що включає до себе подовжений маршрут № 19Д.

### Сучасний маршрут
| Рух до Кадетського гаю |
| --- |
| Проспект Свободи — просп. Свободи — вул. Василя Порика — просп. Європейського Союзу — вул. Івана Виговського — вул. Стеценка — вул. Щусєва — вул. Юрія Іллєнка — вул. Січових Стрільців — вул. В'ячеслава Чорновола — просп. Повітряних Сил — вул. Святослава Хороброго — вул. Смілянська —вул. Святослава Хороброго — вул. Федора Ернста — вул. Івана Пулюя — Вулиця Кадетський гай |

| Рух до проспекту Свободи |
| --- |
| Вулиця Кадетський гай — вул. Івана Пулюя — вул. Федора Ернста — вул. Святослава Хороброго — просп. Повітряних Сил — вул. В'ячеслава Чорновола& — вул. Січових Стрільців — вул. Юрія Іллєнка — вул. Щусєва — вул. Стеценка — вул. Івана Виговського — просп. Європейського Союзу — вул. Василя Порика — просп. Свободи — Проспекст Свободи |

## №36

### Сучасний маршрут
| Рух до вулиці Чорнобильської |
| --- |
| вул. Північна — просп. Володимира Івасюка — вул. Левка Лук'яненка — вул. Лугова — вул. Ярослава Івашкевича — просп. Європейського Союзу — вул. Івана Виговського — вул. Данила Щербаківського — просп. Берестейський вул. Чорнобильська |

| Рух до вулиці Північної |
| --- |
| Вулиця Чорнобильська – вулиця Ореста Васкула – проспект Палладіна— просп. Берестейський — вул. Данила Щербаківського — вул. Івана Виговського — просп. Європейського Союзу — вул. Ярослава Івашкевича — вул. Лугова — вул. Левка Лук'яненка — просп. Володимира Івасюка — вул. Північна |

Маршрут було запроваджено 23 червня 2000 року, курсував за трасою «Станція метро «Нивки» — вул. Я. Івашкевича». Скасований 1 січня 2009 року.
Існують плани щодо створення маршруту з таким номером «Вул. Чорнобильська/Метро «Святошин»/Метро «Нивки» — Вул. Івашкевича/Метро «Мінська». Вони вважаються одними з головних.
20 червня 2022 року рух тролейбусів № 36 було відновлено за маршрутом «Станція метро «Святошин» — Вулиця «Північна».

## №37

### Сучасний маршрут
| Рух до станції метро «Лісова» |
| --- |
| Милославська вулиця — Радунська вул. — вул. Рональда Рейгана — Братиславська вул. — Лісовий проспект — вул. Кубанської України — вул. Кіото — Станція метро «Лісова» |

| Рух до Милославської вулиці |
| --- |
| Станція метро «Лісова» — вул. Кіото — вул. Мілютенка — Лісовий проспект — Братиславська вул. — вул. Рональда Рейгана — Радунська вул. — Милославська вулиця |

## №37а

### Сучасний маршрут
| Рух до станції метро «Лісова» |
| --- |
| Поліклініка — вул. Олександри Екстер — вул. Миколи Закревського — вул. Костянтина Данькевича — просп. Червоної Калини — вул. Олександри Екстер — Радунська вул. — вул. Рональда Рейгана — Братиславська вул. — Лісовий проспект — вул. Мілютенка — Вулиця Кіото — Станція метро «Лісова» |

| Рух до Поліклініки |
| --- |
| Станція метро «Лісова» — вул. Кіото — вул. Кубанської України — Лісовий проспект — Братиславська вул. — вул. Рональда Рейгана — Радунська вул. — вул. Олександри Екстер — Поліклініка |

## №38

### Сучасний маршрут
| Маршрут руху |
| --- |
| ст. м. «Видубичі» — Залізничне шосе — вул. Михайла Бойчука — Бульвар Лесі Українки — вул. Генерала Алмазова — вул. Князів Острозьких — вулиця Івана Мазепи — вулиця Лаврська — Музей історії України у 2 світовій війні |

## №39

### Сучасний маршрут
| Маршрут руху |
| --- |
| вул. Чорнобильська — вул. Чорнобильська — вул. Академіка Єфремова — просп. Академіка Палладіна — Кільцева дорога — просп. Леся Курбаса |

## №40

### Сучасний маршрут
| Рух до Палацу Спорту |
| --- |
| Кадетський гай — вул. Івана Пулюя — вул. Федора Ернста — вул. Святослава Хороброго — просп. Повітряних Сил — Солом'янська площа — вул. Солом'янська — вул. Протасів Яр — вул. Івана Федорова — вул. Велика Васильківська — вул. Жилянська — вул. Шота Руставелі — вул. Рогнідинська — вул. Еспланадна — Палац Спорту |

| Рух до Кадетського гаю |
| --- |
| Палац Спорту — вул. Еспланадна — вул. Саксаганського — вул. Антоновича — вул. Івана Федорова — вул. Протасів Яр — вул. Солом'янська — Солом'янська площа — просп. Повітряних Сил — вул. Святослава Хороброго — вул. Федора Ернста — вул. Івана Пулюя — Кадетський гай |

## №40к
Скорочена версія маршруту 40, який курсує тільки в будні дні.

### Сучасний маршрут
| Рух до вулиці Жилянської |
| --- |
| Кадетський гай — вул. Івана Пулюя — вул. Федора Ернста — вул. Святослава Хороброго — просп. Повітряних Сил — Солом'янська площа — вул. Солом'янська — вул. Протасів Яр — вул. Івана Федорова — вул. Велика Васильківська — вул. Жилянська — вул. Шота Руставелі — вул. Саксаганського — вул. Антоновича — вул. Жилянська |

| Рух до Кадетського гаю |
| --- |
| вул. Жилянська — вул. Антоновича — вул. Івана Федорова — вул. Протасів Яр — вул. Солом'янська — Солом'янська площа — просп. Повітряних Сил — вул. Святослава Хороброго — вул. Федора Ернста — вул. Івана Пулюя — Кадетський гай |

## №41
Тролейбус № 41 з'єднує житлові масиви Микільська Борщагівка та Святошин зі станцією метро  «Святошин» та швидкісним трамваєм. Найкоротший тролейбусний маршрут міста.

### Історія
19 грудня 2003 року у зв'язку з відкриттям нової лінії на Святошині відкритий маршрут № 41 сполученням Вулиця Тулузи — ст. м. «Святошин». Маршрут без змін діє до нашого часу. 2012 року у зв'язку з приходом нових тролейбусів до Києва в рухомому складі зникли старі моделі київських тролейбусів. Сьогодні рухомий склад 41-го маршруту складається практично тільки з нових Богданів і ЛАЗів, але іноді зустрічаються тролейбуси київської продукції.

### Сучасний маршрут
| Рух до вулиці Тулузи |
| --- |
| Ст. м. «Святошин» — Святошинська вул. — Жмеринська вул. — Вул. Героїв Космосу — вул. Якуба Коласа — бул. Жуля Верна — просп. Леся Курбаса — Вул. Зодчих — вул. Тулузи |

| Рух до ст. м. «Святошин» |
| --- |
| вул. Тулузи — бул. Жуля Верна — вул. Якуба Коласа — Вул. Героїв Космосу — Жмеринська вул. — Святошинська вул. — Ст. м. «Святошин» |

## №42
Тролейбус № 42 з'єднує Шулявку з Центральним автовокзалом та метро.

### Історія
28 травня 2004 року було відкрито тролейбусну лінію по проспекту Валерія Лобановського і там став курсувати тролейбус № 42, сполученням Дегтярівська вулиця — пл. Либідська. Цей маршрут замінив маршрут автобусу № 17. У 2009 році тролейбуси під номером 42 траплялися і на вул. Маршальській (нині Галини Севрук). 42-й маршрут обслуговують такі типи тролейбусів: Богдан Т701.10, Київ-12.03, ЕлектроЛАЗ-183 і ЮМЗ-Т2.
17 березня 2019 року маршрут № 42 був змінений: замість кінцевої зупинки «вул. Дегтярівська» — залізнична станція «Київ-Волинський».
1 серпня 2020 року маршрут № 42Д був позбавлений приставки «Д» та був повернутий на колишню кінцеву — «вул. Дегтярівська».
У 2024 році у зв'язку із реконструкцією Дегтярівського шляхопроводу маршрут подовжено до вулиці Ольжича та вкотре присвоєно № 42Д. Того ж року позбавлений приставки «Д» без зміни маршруту.

### Сучасний маршрут
| Рух до Либідської площі |
| --- |
| вул. Ольжича — вул. Олени Теліги — вул. Дегтярівська — вул. Олександра Довженка — вул. Вадима Гетьмана — бул. Чоколівський — просп. Валерія Лобановського — бул. Миколи Міхновського — Станція метро «Либідська» |

| Рух до вулиці Дегтярівської |
| --- |
| Станція метро «Либідська» — бул. Миколи Міхновського — просп. Валерія Лобановського — бул. Чоколівський — вул. Вадима Гетьмана — вул. Олександра Довженка — вул. Дегтярівська — вул. Олени Теліги — вул. Ольжича |

### Маршрут№42к
Маршрут № 42к діяв у Києві декілька днів 2008 року під час закриття руху Шулявським шляхопроводом. Відповідно він рухався від Індустріального шляхопроводу до станції метро Либідська.

## №43

### Сучасний маршрут
| Маршрут руху                                                                                 |
| -------------------------------------------------------------------------------------------- |
| Пл. «Дарницька» — міст Патона — ст. м. «Либідська» — Виставковий центр — Кібернетичний центр |

## № 43К
Діяв як скорочений варіант маршруту № 43 з грудня 2023 по вересень 2024 року у зв'язку із терміновим ремонтом на перегінному тунелі між станціями метро «Деміївська» та «Либідська».

### Сучасний маршрут
| Маршрут руху                                                 |
| ------------------------------------------------------------ |
| ст. м. «Либідська» — Виставковий центр — Кібернетичний центр |

## №44

### Сучасний маршрут
| Маршрут руху |
| --- |
| вул. Північна — ст. м. „Героїв Дніпра“ — вул. Зої Гайдай — вул. Героїв полку „Азов“ — вул. Олександра Архипенка — просп. Володимира Івасюка — просп. Степана Бандери |

## №45
Тролейбус № 45 — найновіший маршрут тролейбуса у Києві, що з'єднує житловий масив Теремки-ІІ зі станціями метро метро Васильківська і Виставковий центр.

### Історія
24 грудня 2010 року було відкрито тролейбусну лінію по вулиці Онуфрія Трутенка (нині Михайла Максимовича) і там став курсувати тролейбус № 45, сполученням ст.м. Васильківська — Вулиця Касіяна. 27 грудня 2011 у зв'язку із відкриттям нової станції метро „Виставковий центр“ маршрут було подовжено до неї. Так маршрут ходить і нині.

### Сучасний маршрут
| Рух до Виставкового центру |
| --- |
| Станція метро „Васильківська“ — вул. Михайла Максимовича — вул. Степана Рудницького — вул. Героїв Маріуполя — вул. Василя Касіяна — просп. Академіка Глушкова — Станція метро „Виставковий центр“ |

| Рух до Васильківської |
| --- |
| Станція метро „Виставковий центр“ — просп. Академіка Глушкова — вул. Василя Касіяна — вул. Героїв Маріуполя — вул. Степана Рудницького — вул. Михайла Максимовича — Станція метро „Васильківська“ |

## №46
20 грудня 2016 року з метою реалізації рекомендацій Світового банку та через подовження маршруту № 11 від станції метро „Виставковий центр“ до вулиці Маршальської з покриттям його траси маршрут № 46 „Вулиця Маршальська — Голосіївський парк“ закрито.

## №47

### Сучасний маршрут
| Маршрут руху                                                                                |
| ------------------------------------------------------------------------------------------- |
| вул. Милославська — вул. Сержа Лифаря — масив Райдужний — вул. Приозерна — ст. м. «Мінська» |

## №50
До 7 жовтня 2014 р. включно маршрут курсував під номером 46. Згодом номер маршруту було змінено аби уникнути дублювання з автобусним маршрутом 46, з трасою якого збігається на окремих ділянках.
З 20 жовтня 2016 р., згідно рекомендації експертів Світового банку, маршрут подовжено до станції метро «Либідська» (доти курсував до Дарницької площі).
Тимчасово припинив роботу з грудня 2023 по вересень 2024 року у зв'язку із терміновим ремонтом на перегінному тунелі між станціями метро «Деміївська» та «Либідська».
Зараз маршрут є найдовшим з усіх існуючих тролейбусних маршрутів Києва.
Також у зв'язку з ремонтом шляхопровода біля станції метро "Дарниця", який почався 8 лютого 2025 тролейбус заміняє автобус 50ТР з трохи зміненим та скороченим маршрутом, який від Дарниці прямує до станції метро "Чернігівська" і потім вже до Дарницької площі, яка тимчасово є кінцевою зупинкою.
| Маршрут руху |
| --- |
| вул. Милославська — вул. Сержа Лифаря — просп. Червоної Калини — Керченська площа — просп. Воскресенський — просп. Георгія Нарбута — пл. Дарницька — міст Патона — пл. Наводницька — бул. Миколи Міхновського — ст. м. «Звіринецька» — ст. м. «Либідська» |

## №50к
До 7 жовтня 2014 р. включно маршрут курсував під номером 46к. Згодом номер маршруту було змінено аби уникнути дублювання з автобусним маршрутом 46, з трасою якого збігається на окремих ділянках.
З 20 жовтня 2016 р., згідно рекомендації експертів Світового банку, маршрут подовжено до Дарницької площі (доти курсував до станції метро «Дарниця»).
| Маршрут руху |
| --- |
| вул. Милославська — вул. Сержа Лифаря — просп. Червоної Калини — Керченська площа — просп. Воскресенський — просп. Георгія Нарбута — пл. Дарницька |

## Нічні маршрути
З 30 грудня 2016 року в Києві почали працювати нічні тролейбусні маршрути № 91Н, 92Н та 93Н. З 22 серпня 2018 року було додано ще один нічний маршрут, № 94Н. У зв'язком з війною та комендантською годиною на даний момент нічні маршрути не працюють.

### №91Н
| Маршрут руху |
| --- |
| Залізничний вокзал «Центральний» — ст. м. «Либідська» — ст. м. «Звіринецька» — Дарницький універмаг — ст. м. «Дарниця» — Авторинок — вул. Сержа Лифаря — вул. Олександри Екстер — вул. Милославська |

### №92Н
- Аеропорт «Київ» — Проспект Свободи

| Маршрут руху |
| --- |
| Аеропорт «Київ» — Севастопольська пл. — Залізничний вокзал «Південний» — ст. м. «Політехнічний інститут» — ст. м. «Шулявська» — ст. м. «Нивки» — вул. Стеценка — просп. Георгія Гонгадзе — Проспект Свободи |

### №93Н
- Площа Українських Героїв — вул. Чорнобильська

| Маршрут руху |
| --- |
| Площа Українських Героїв — пл. Галицька — ст. м. «Політехнічний інститут» — ст. м. «Шулявська» — ст. м. «Нивки» — ст. м. «Житомирська» — ст. м. «Академмістечко» — вул. Чорнобильська |

### №94Н
- Площа Українських Героїв — просп. Леся Курбаса

| Маршрут руху |
| --- |
| Площа Українських Героїв — пл. Галицька — ст. м. «Політехнічний інститут» — ст. м. «Шулявська» — ст. м. «Нивки» — ст. м. «Житомирська» — Кільцева дорога — просп. Леся Курбаса |

## Тролейбусні маршрути під час карантину
Під час карантину, починаючи з 23 березня 2020 за рішенням КМДА кількість тролейбусних маршрутів було скорочено до 5:
- № 7 "Вул. Чорнобильська — ст. м. «Площа Українських Героїв»;
- № 16 «Вул. Туполєва — Майдан Незалежності»;
- № 30 «Вул. Милославська — вул. Кадетський гай»;
- № 91-Н "Вул. Милославська — зал. вокзал «Центральний»;
- № 92-Н "Просп. Свободи — аеропорт «Київ» ім. І. Сікорського.

При цьому з 18 по 25 березня діяла постанова уряду, що забороняла одночасне перевезення більше ніж 10 пасажирів у салоні, з 25 березня ця норма була дещо пом'якшена — дозволяється одночасно перевозити пасажирів у кількості, що складає до половини кількості місць для сидіння, передбачених технічною характеристикою транспортного засобу. А щоб не допустити перевезення в транспорті більшої кількості осіб, в салоні їздять поліцаї.